# 563
Cette page concerne l'année 563  du calendrier julien. Pour l'année 563 av. J.-C., voir 563 av. J.-C. Pour le nombre 563, voir 563 (nombre).
L'année 563 est une année commune qui commence un lundi.

## Événements
- Janvier : révolte en Numidie[1]. Justinien doit envoyer des troupes de Constantinople en Afrique[2].

- 19 juillet : réhabilitation de Bélisaire[1].

- Novembre : Narsès prend Vérone et Brescia. Fin de la reconquête byzantine en Italie[3].

- Le prêtre Scot Colomba (521-597) fonde le monastère d'Iona[4]. Il rencontre le roi des Pictes Bridei à Inverness pour qu’il empêche les attaques contre les moines Scots.
- Un glissement de terrain dans la région de Saint-Maurice (massif du Grammont) forme un barrage sur le Rhône avec montée des eaux en amont. La rupture du barrage provoque un tsunami qui crée des dégâts importants en aval y compris sur les berges du Léman. Cet événement appelé catastrophe du fort de l’Écluse ou éboulement de Tauredunum est signalé par Grégoire de Tours et Marius d'Avenches[5],[6],[7]. Une vague de treize mètres de hauteur atteindra ainsi Lausanne quinze minutes après l'effondrement et, septante minutes plus tard, Genève (huit mètres).